# Antioch Hieraks
Antioch Hieraks (stgr. Ἀντίoχoς Ἱέραξ, zm. 226 p.n.e.) – dynasta seleukidzki, syn Antiocha II Theosa i jego pierwszej żony Laodiki, młodszy brat Seleukosa II Kallinikosa.

## Życiorys
W latach 239–236 p.n.e. toczył ze swoim bratem, Seleukosem II, wojnę domową o władzę w państwie. Hieraks wykorzystał zaangażowanie brata w III wojnie syryjskiej. W roku 236 p.n.e. (lub 239 p.n.e.)  udało się Hieraksowi pokonać brata w bitwie pod Ancyrą (Ankyrą) przy wydatnej pomocy Galatów, jednakże ostatecznie przegrał zmagania; przyczyną jego upadku była wojna z władcą Pergamonu, toczona w latach 236–228 p.n.e. Został wygnany przez swojego brata do Tracji. Tam próbował zorganizować armię, jednak został zabity przez Galatów w roku 226 p.n.e.